# Савршен шеф (филм)
Савршен шеф (енгл. The Perfect Boss) је канадски филм.

## Радња
Лепа, успешна Џесика Слејт би дала све да добије оно што жели. Када Џесика ангажује Микелсон Пармакеутикалса, жели продавати лекове који њену компанију могу одржати. Међутим ФДА јој то не допушта. Међутим, она не зна да је један истраживач Дон открио да тај лек убија људе. Када Дон запрети да ће ту вест објавити у јавности, Џесика га убије. Џесика мисли да је успела да прикрије злочин, али Донова кћерка Рене, покреће сопствену истрагу како би открила ко је убио њеног оца.

## Улоге
| Глумац             | Улога           |
| ------------------ | --------------- |
| Џејми Лунер        | Џесика Слејт    |
| Ашлеј Легат        | Рене Ренфро     |
| Линден Ашби        | Камерон Финеј   |
| Гари Худсон        | Дон Ренфро      |
| Арт Хиндле         | Ралф Микелсон   |
| Лоис Делар         | Ханах Слејт     |
| Кристина Броколини | Кет             |
| Лине Адамс         | Каролине Ренфро |